# Nizhnekamsk

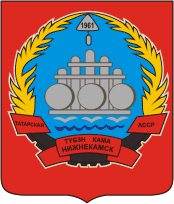
Huy hiệu của Nizhnekamsk (1975)

Nizhnekamsk (tiếng Nga: Нижнека́мск; tiếng Tatar: Түбән Кама, đã Latinh hoá: Tübän Kama) là một thành phố Nga. Thành phố này thuộc chủ thể Cộng hòa Tatarstan. Thành phố nằm ở phía nam sông Kama giữa các thành phố Naberezhnye Chelny và Chistopol. Thành phố có dân số 225.399 người (theo điều tra dân số năm 2002. Dân số qua các thời kỳ: 234,108 (Điều tra dân số 2010); 225,399 (Điều tra dân số 2002); 190,793 (Điều tra dân số năm 1989).
. Đây là thành phố lớn thứ 80 của Nga theo dân số năm 2002. Khu định cư thành thị được lập năm 1961. Khu vực này gắn liền với việc xây dựng tổ hợp hóa dầu Nizhnekamskneftekhim. Nizhnekamsk thành thành phố năm 1965. Thành phố có sân bay Begishevo. Dân số năm 1989 gồm 46,5% người Tatar, 46,1% người Nga, người Chuvash 3%, người Ukraina 1% và người Bashkirs 1%.